# علي محمدلو (مشكين شهر)
علي محمدلو هي قرية في مقاطعة مشكين شهر، إيران. عدد سكان هذه القرية هو 21 في سنة 2006.